# Enzo (film)
 (juillet 2025).
Si vous disposez d'ouvrages ou d'articles de référence ou si vous connaissez des sites web de qualité traitant du thème abordé ici, merci de compléter l'article en donnant les références utiles à sa vérifiabilité et en les liant à la section « Notes et références ».
Pour les articles homonymes, voir Enzo.
Pour plus de détails, voir Fiche technique et Distribution.
Enzo est un film dramatique franco-italien de Laurent Cantet réalisé par Robin Campillo, sorti en 2025.
Le film est présenté à la Quinzaine des cinéastes du Festival de Cannes 2025.

## Synopsis
Enzo grandit avec sa famille dans une élégante villa à La Ciotat. Contre toute attente, le jeune homme de 16 ans décide un jour d'entamer une formation de maçon. Cette décision choque sa famille, qui avait imaginé une vie plus prestigieuse pour leur fils. Les tensions s'accroissent alors dans le foyer familial, ce qui pèse sur Enzo. En revanche, sur le chantier, il fait la connaissance de Vlad, un ukrainien charismatique. Son collègue de travail fait sortir Enzo de sa zone de confort et bouleverse son monde. Très vite, Enzo se rend compte que la vie lui offre des possibilités inattendues.

## Fiche technique
- Titre original : Enzo
- Réalisation : Robin Campillo[1]
- Scénario : Robin Campillo et Laurent Cantet[1]
- Photographie : Jeanne Lapoirie
- Décors : Mélissa Ponturo
- Production : Marie-Ange Luciani
- Sociétés de production : Les Films de Pierre, Lucky Red, en association avec 4 SOFICA
- Société de distribution : Ad Vitam (France)
- Budget : 3,7 millions d'euros
- Format : couleur
- Pays de production :  France (90,0 %),  Italie (10,0 %)[2]
- Langue originale : français
- Genre : drame
- Durée : 102 minutes
- Dates de sortie : 
  - France : 14 mai 2025 (Festival de Cannes) ; 18 juin 2025 (sortie nationale)[3]

## Distribution
- Eloy Pohu : Enzo
- Élodie Bouchez : Marion, la mère d’Enzo et Victor
- Pierfrancesco Favino : Paolo, le père d’Enzo et Victor
- Maksym Slivinskyi : Vlad
- Nathan Japy : Victor, le frère aîné d’Enzo
- Vladyslav Holyk : Miroslav, le collègue ukrainien de Vlad
- Malou Khebizi : Amina, l’amie d’Enzo
- Philippe Petit : Corelli, le patron du chantier

## Production
Enzo est le cinquième long métrage du cinéaste français Robin Campillo. Il a écrit le scénario en collaboration avec le cinéaste Laurent Cantet, mort en avril 2024. À l'origine, Cantet avait prévu de réaliser le projet. Campillo a participé cinq fois en tant que co-auteur et six fois en tant que monteur aux films de Cantet, dont son œuvre primée Entre les murs (2008) adaptée du roman de François Bégaudeau.
Pour ce projet, Robin Campillo s'est associé à ses collègues de longue date, Marie-Ange Luciani (production) et Jeanne Lapoirie (photographie).
Les rôles principaux d'Enzo et de Vlad ont été confiés à des acteurs non-professionnels, Eloy Pohu et Maksym Slivinskyi, qui n'avaient encore jamais tourné. Dans les rôles des parents, on trouve Pierfrancesco Favino et Élodie Bouchez. 
Le tournage s'est déroulé sur une période de six semaines, entre mi-juin et fin juillet 2024, dans le sud de la France, à Toulon et à La Ciotat.
Le film est une coproduction franco-italienne, produite par Marie-Ange Luciani pour Les Films de Pierre. Il s'agit de sa quatrième collaboration avec Robin Campillo. Les coproducteurs sont France 3 Cinéma, Page 114 et Ami Paris pour la France, ainsi que la société italienne Lucky Red. Canal+ et Ciné+ ont obtenu les droits de pré-achat.
Le projet de film a été soutenu par la région Sud, la ville de Toulon et les sociétés de la Sofica Cinécap, La Banque postale Image, Cofinova et Cinéaxe.

## Distinctions

### Sélections
- Festival de Cannes 2025 : sélection à la Quinzaine des cinéastes